# Камская грива
Ка́мская гри́ва — комплексный памятник природы республиканского значения в Удмуртии. Расположен в юго-западной части Камбарского района, вплотную подступая к юго-западной окраине города Камбарка. Относится к Камбарскому лесничеству Камбарского лесхоза.
Представляет собой урочище, расположенное в междуречье рек Кама и Камбарка. Площадь территории составляет 504 га.